# Călmățuiu
Călmăţuiu è un comune della Romania di 2 320 abitanti, ubicato nel distretto di Teleorman, nella regione storica della Muntenia. 
Il comune è formato dall'unione di 4 villaggi: Bujoru, Caravaneți, Călmățuiu, Nicolae Bălcescu.